# Wilfrid Laurier

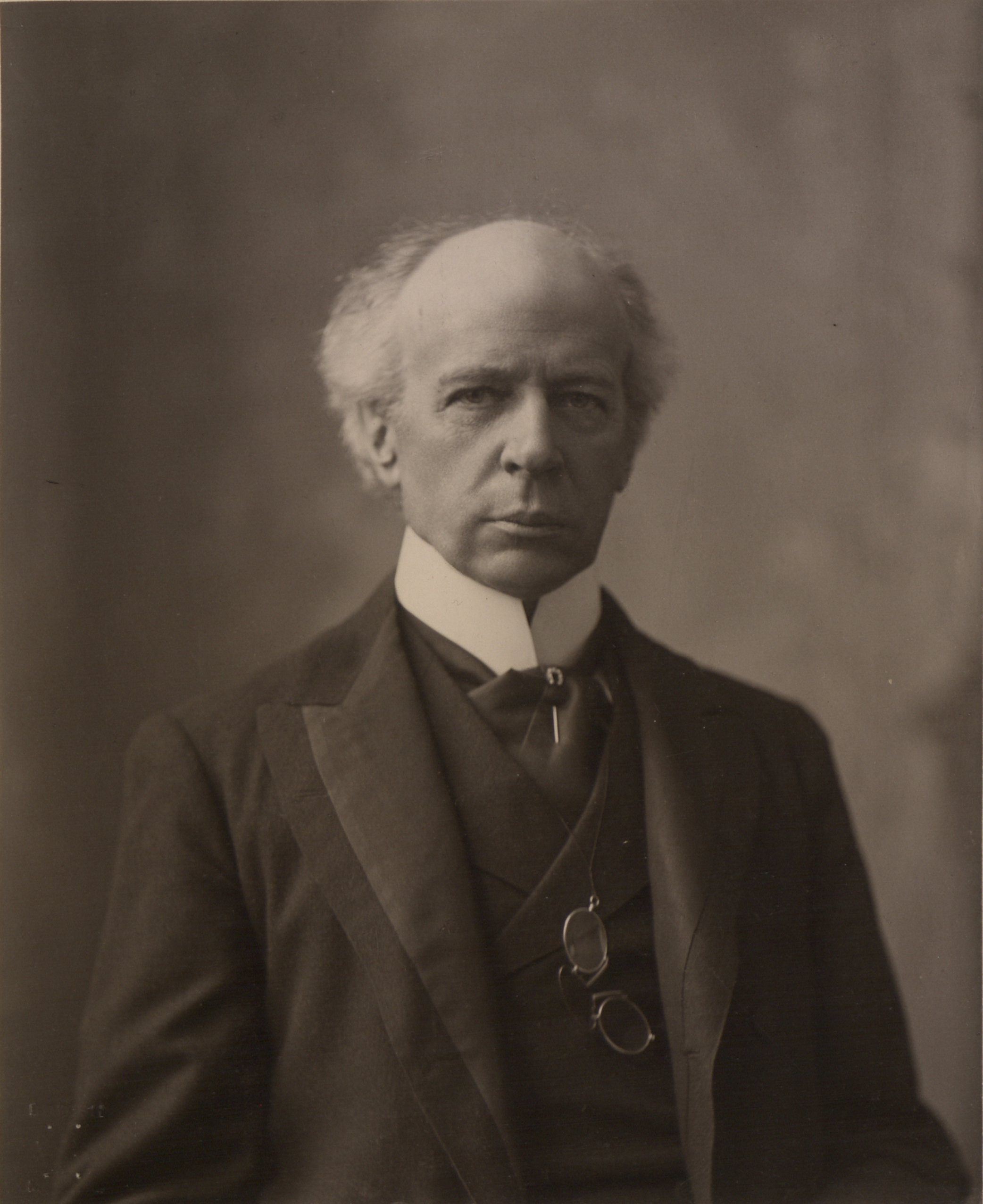
Wilfrid Laurier

Sir Wilfrid Laurier, GCMG, PC, KC (* 20. November 1841 in Saint-Lin–Laurentides, Québec; † 17. Februar 1919 in Ottawa) war der siebte Premierminister Kanadas. Er war ein Mitbegründer der Liberalen Partei und war der erste französischsprachige Premierminister des Landes. Er regierte vom 11. Juli 1896 bis zum 6. Oktober 1911.

## Studium und politischer Aufstieg
Laurier begann 1861 mit dem Studium der Rechtswissenschaft an der McGill University in Montreal. Dort traf er die Klavierlehrerin Zoé Lafontaine, die er sieben Jahre später heiratete; die Ehe blieb kinderlos. 1866 machte er seinen Abschluss, obwohl er wegen chronischer Bronchitis sein Studium mehrmals hatte unterbrechen müssen. Laurier engagierte sich in der Politik und war als Mitglied der antiklerikalen und separatistischen Parti rouge ein Gegner der Vereinigung der kanadischen Provinzen. Er befürchtete, die Zentralregierung würde zu viel Macht erlangen und die frankokanadische Minderheit „anglisieren“. Laurier war 1871 einer der Gründungsmitglieder der Liberalen Partei und wurde 1874 erstmals als Abgeordneter ins Unterhaus gewählt. Innerhalb der Partei erlangte er bald großen Einfluss und war ab Oktober 1877 Minister für Steuerfragen, bis die Regierung von Alexander Mackenzie im September 1878 abgewählt wurde.

## Parteivorsitzender
Nach einer erneuten Wahlniederlage gegen die Konservativen im Jahr 1887 wurde Laurier zum Parteivorsitzenden gewählt. Es gelang ihm, die Liberale Partei in Québec zu etablieren. Diese Provinz war zuvor jahrzehntelang eine konservative Hochburg gewesen. Er nutzte die zunehmende Entfremdung der französischsprachigen Kanadier gegenüber den Konservativen aus. Gründe dafür waren die umstrittene Hinrichtung von Louis Riel und die Unterdrückung der französischen Sprache in Manitoba.
Obwohl die römisch-katholischen Bischöfe anfänglich ihre Gläubigen offen vor den Liberalen warnten, vermochte Laurier das antiklerikale Image zu korrigieren und präsentierte die Partei als glaubwürdige Alternative. Doch auch im englischsprachigen Teil Kanadas wurde die Liberale Partei populär, dies vor allem wegen ihrer Unterstützung des freien Handels. Dadurch konnte die Machtstellung in den wachsenden Prärieprovinzen verfestigt werden.
Bei der Unterhauswahl 1896 erreichten die Konservativen zwar 46,5 % der Stimmen und die Liberalen lediglich 45 %, doch letztere hatten aufgrund des Mehrheitswahlrechts mehr Mandate gewonnen. Nach nur 69 Tagen im Amt musste Premierminister Charles Tupper zugunsten von Wilfrid Laurier zurücktreten.

## Premierminister
Lauriers erster Erfolg als Premierminister war die Beilegung der Schulkrise von Manitoba, die schon mehrere Jahre andauerte und an der Mackenzie Bowells Regierung zerbrochen war. Sein Kompromiss sah vor, dass die französischsprachigen Katholiken in Manitoba in einigen Schulen eine katholische Ausbildung erhalten konnten, falls genügend Schüler für die Bildung von entsprechenden Klassen vorhanden waren. Sowohl die Frankokanadier wie auch die Anglokanadier waren mit dieser Lösung einverstanden.
1899 erwartete Großbritannien von Kanada als Teil des Britischen Empires Unterstützung im Burenkrieg. Während die englischsprachigen Kanadier militärische Aktionen befürworteten, waren die französischsprachigen Kanadier in Québec strikt dagegen, weil die Ereignisse in Südafrika an den Franzosen- und Indianerkrieg erinnerten. Laurier entschied schließlich, die Wehrpflicht nicht einzuführen und lediglich Freiwillige zu entsenden. Im Jahr 1905 setzte er die Gründung von Saskatchewan und Alberta durch, die zwei letzten Provinzen, die aus den Nordwest-Territorien gebildet wurden und der Kanadischen Konföderation beitraten.
Zu Beginn des 20. Jahrhunderts begann der Rüstungswettlauf zwischen Großbritannien und dem Deutschen Reich. Die Briten baten die Kanadier um mehr Geldmittel und Ressourcen für den Bau von Kriegsschiffen. Es bildete sich ein tiefer politischer Graben. Die Imperialisten wollten so viel Unterstützung wie nur möglich senden, die kanadischen Nationalisten hingegen gar nichts. 1910 legte Laurier den Naval Service Bill vor. Mit diesem Gesetz sollte die Royal Canadian Navy gebildet werden. Diese Kriegsflotte sollte anfänglich aus fünf Kreuzern und sechs Zerstörern bestehen.
Die Idee zur Bildung einer kanadischen Flotte erwies sich als unpopulär. Die Frankokanadier wollten sich nicht den Briten unterordnen und die Imperialisten wehrten sich gegen eine größere Selbständigkeit Kanadas. Lauriers Regierung verhandelte mit den USA über ein Freihandelsabkommen, was jedoch bei den Konservativen und einflussreichen liberalen Geschäftsleuten auf erbitterten Widerstand stieß. Diese Kontroversen führten schließlich zu einem überwältigenden Sieg der Konservativen unter Robert Borden bei der Unterhauswahl 1911.

## Opposition
Laurier war während des Ersten Weltkriegs Oppositionsführer. Er war ein einflussreicher Gegner der Wehrpflicht. Diese Frage spaltete 1917 die Partei, weil viele Liberale im englischsprachigen Teil des Landes die Wehrpflicht und die von der neuen Unionistischen Partei gebildete Regierung unter Robert Borden unterstützten. Laurier musste die politischen Aktivitäten seiner Partei auf das frankophone Québec konzentrieren, weil eine große Anzahl liberaler Kandidaten in den übrigen Provinzen auf Wahllisten der Unionisten antraten. Der einzige Nutzen der Wehrpflichtkrise von 1917 für die Liberale Partei war, dass die Konservativen für Frankokanadier jahrzehntelang als unwählbar galten.
Laurier starb am 17. Februar 1919 im Alter von 78 Jahren und wurde auf dem Notre Dame-Friedhof in Ottawa beigesetzt.

## Ehrungen
Die kanadische Bundesregierung, vertreten durch den für das Historic Sites and Monuments Board of Canada zuständigen Minister, ehrte Laurier am 1. Januar 1927 für sein Wirken und erklärte ihn zu einer „Person von nationaler historischer Bedeutung“.
Verschiedene Häuser, die mit unterschiedlichen Phasen seines Lebens in Verbindung gebracht werden, wurden zu einer National Historic Site of Canada erklärt. Am 19. Mai 1939 wurde ein Haus in Saint-Lin–Laurentides zur Sir Wilfrid Laurier National Historic Site of Canada erklärt. Ursprünglich war dieses Haus als Geburtshaus von Laurier vermutet worden, später stellte sich jedoch heraus das diese Haus erst später erbaut wurde und das tatsächliche Geburtshaus ersetzt hatte. Das Maison Wilfrid Laurier, ein Haus im Italianate-Stil in Victoriaville, welches zwischen 1877 und 1896 als Wohnsitz für Laurier diente, wurde am 28. März 2000 zu einer nationalen historischen Stätte erklärt. Sein Wohnsitz als Premierminister, sowie später auch der von William Lyon Mackenzie King, wurde am 29. Mai 1956 als Laurier House zu einer nationalen historischen Stätte erklärt.
Weitere Ehrungen sind:
- Laurier ist auf verschiedene kanadischen 5-Dollar-Note abgebildet. Ebenfalls war er auf älteren, inzwischen eingezogenen, 1000-Dollar-Note abgebildet.
- Die Wilfrid Laurier University in Waterloo, ist nach ihm benannt.
- Die Laurier (Metro Montreal), Metrostation an der Av. Laurier im Zentrum von Montreal trägt seinen Namen.
- Boulevard Laurier im Vorort Terrebonne,
- Sir-Wilfrid-Laurier-Park, ebenfalls an der Av. Laurier.
- Die kanadische Küstenwache benannte einen ihrer Eisbrecher, die CCGS Sir Wilfrid Laurier, nach ihm.
- Erwähnung in The Greatest Canadian

## Rezeption
Im rundenbasierten Strategiespiel Sid Meier’s Civilization VI aus der Sid Meier’s Civilization-Reihe vertritt Wilfried Laurier die Zivilisation Kanada.